# Leigh Bowery
Leigh Bowery, född 26 mars 1961, död 31 december 1994, var en australiensisk performancekonstnär, modedesigner och klubbikon, huvudsakligen verksam i London. Hans surrealistiska stil och spektakulära kostymer utövar alltjämt ett stort inflytande inom konst, mode och musik. Bowery fungerade länge som konstnären Lucian Freuds musa och favoritmodell.

## Barndom
Bowery växte upp i förorten Sunshine utanför Melbourne i Australien och intresserade sig tidigt för musik och klädsömnad, ett intresse han ärvt av sin mor. I skolan blev han mobbad och hans homosexualitet bidrog ytterligare till en känsla av utanförskap i den konservativa uppväxtmiljön. Då han slutligen insåg att han inte kunde få utlopp för sitt intresse för mer experimentellt mode i hemlandet, flyttade han 1980 till London för att ge sig in i modebranschen. 

## Karriär i London
Det blev emellertid inte en vanlig modekarriär som Bowery kom att följa. Istället började han uppträda med sina kostymer som med tiden antog allt mer dramatiska former kombinerade med tung sminkning och andra kroppsutsmyckningar. I sina kostymer och uppträdanden hittade Bowery ett utlopp för sin kreativitet och började samtidigt uppmärksammas i konst- och kultursfären för sin säregna stil. Leigh Bowery verkade i it-subkulturen som fanns i London under tiden, kallad "the New Romantics".
1985 startade hans legendomsusade "polysexuella" klubb "Taboo", som kom att bli något av Londons motsvarighet till Studio 54 i New York. Klubben blev en viktig samlingsplats för Londons undergroundkultur och avantgardistiska modescen, och fick internationell uppmärksamhet. Taboo var känd för sin hårda dörrpolicy, där alla med unik och extravagant utstyrsel välkomnades men en stor majoritet nekades, till och med kändisar. Tillsammans med exempelvis Amanda Lepore blev Bowery känd som "club kid", en uttrycksform som blev en av symbolerna för det vilda 80-talets klubbliv. 
Bowerys performancekonst innehöll en kombination av transvestism, fetischism och bisarrt överdrivna former med mycket mörka och ibland politiska budskap. Där förekom ibland inslag av sadomasochism och andra kontroversiella teman, som tidvis orsakade häftiga debatter. Men hans mängd av olika uttryck och roller blev mycket uppskattade och han uppträdde ofta utomlands. 1993 bildade han bandet Minty tillsammans med Richard Torry, Nicola Bateman och Matthew Glammore och släppte singlar med titlar som "Boot licking, tit tweaking useless man..." och "Plastic Bag" och utnämndes av tidningen The Sun till "världens sjukaste band"; något som gjorde Bowery mycket stolt.  
I Lucian Freuds målningar uppträder han emellertid helt naken och utan sina kostymer, och visade på så vis upp en helt annan sida. Freud avbildade honom i melankoliska och stämningsmättade helfigursporträtt, varav några blivit hans mest kända verk. 
Trots att Bowery beskrev sig själv som homosexuell gifte han sig den 13 maj 1994 med sin väninna Nicola Bateman, och dog sju månader senare i sviterna av AIDS.

## Inflytande
För eftervärlden har Bowerys konstnärskap gjort sig påmint hos modeskapare som John Galliano, Alexander McQueen och Vivienne Westwood, men även popartister som Boy George och Antony and the Johnsons. 